# 수지 (포르투갈의 가수)
수지(Suzy, 1980년 1월 24일 ~ )는 포르투갈의 가수이다.